# Vladimir Andreev (sciatore)
Vladimir Michajlovič Andreev (in russo Владимир Михайлович Андреев?; Murmansk, 9 febbraio 1958) è un ex sciatore alpino sovietico, dal 1991 russo, che gareggiò per la nazionale sovietica.

## Biografia
Sciatore polivalente marito di Nadežda Patrakeeva-Andreeva, a sua volta sciatrice alpina, Andreev ottenne i primi piazzamenti internazionali ai XII Giochi olimpici invernali di Innsbruck 1976, dove si classificò 44º nella discesa libera, 25º nello slalom speciale e non completò lo slalom gigante; due anni dopo ai Mondiali di Garmisch-Partenkirchen 1978 fu 4º nella combinata. L'11 febbraio 1979 ottenne a Åre in slalom speciale il primo piazzamento in Coppa del Mondo (23º) e in quella stessa stagione 1978-1979 in Coppa Europa fu 2º nella classifica di slalom speciale.
Ai XIII Giochi olimpici invernali di Lake Placid 1980 si classificò 15º nello slalom gigante e 9º nello slalom speciale e nella successiva stagione 1980-1981 conquistò in slalom speciale i suoi due podi in Coppa del Mondo: il 18 gennaio a Kitzbühel (2º) e l'8 febbraio a Oslo (3º). Ai Mondiali di Schladming 1982 fu 10º nello slalom speciale e il 22 gennaio 1984 ottenne l'ultimo piazzamento in Coppa del Mondo, a Kitzbühel nella medesima specialità (15º); ai successivi XIV Giochi olimpici invernali di Sarajevo 1984, suo congedo agonistico, non completò né lo slalom gigante né lo slalom speciale.

## Palmarès

### Coppa del Mondo
- Miglior piazzamento in classifica generale: 20º nel 1981
- 2 podi:
  - 1 secondo posto
  - 1 terzo posto